# 샤티용쉬르샬라론 캉통
샤티용쉬르샬라론 캉통(프랑스어: Canton de Chatillon-sur-Chalaronne)은 프랑스의 캉통 중 하나로, 오베르뉴론알프 레지옹의 앵 주에 위치해 있다.
2015년 3월 프랑스 캉통 개편으로 소속 코뮌이 16개에서 26개로 늘었다. 관청 소재지는 샤티용쉬르샬라론이다.

## 지리
부르캉브레스 아롱디스망에 속한 캉통이며, 해발고도는 최소 179m (비지아)부터 291m (생조르주쉬르르농)까지, 평균고도는 243m이다. 인구는 2014년 기준 29,667명이며 인구밀도는 km2당 83명이다.

## 코뮌
샤티용쉬르샬라론 캉통에는 다음과 같은 코뮌이 속해 있다.
| - 라베르즈망클레망시아 - 라샤펠뒤샤틀라르 - 샤티용쉬르샬라론 - 콩데시아 - 동피에르쉬르샬라론 - 가르네랑 - 주뉘유 - 게렝 - 일리아 - 마를리외 - 모뉴넹 - 몽소 - 몽메를쉬르손 | - 뇌빌레담 - 페지외쉬르손 - 로망 - 생탕드레르부슈 - 생디디에쉬르샬라론 - 생테티엔쉬르샬라론 - 생조르주쉬르르농 - 생제르맹쉬르르농 - 생폴드바라 - 상드랑 - 쉴리냐 - 투아세 - 발렝 |

## 인구
| 연도        | 인구   | ±% p.a. |
| ----------- | ------ | ------- |
| 2013        | 29,483 | —       |
| 2018        | 30,182 | +0.47%  |
| 출처: INSEE |        |         |

## 같이 보기
- 앵 주의 캉통
- 프랑스의 캉통